# Garamrév
Garamrév (1890-ig Voznica, szlovákul: Voznica) község Szlovákiában, a Besztercebányai kerületben, a Zsarnócai járásban.

## Fekvése
Újbányától 9 km-re északkeletre, a Garam bal partján fekszik.

## Története
1075-ben „Goznucha” néven említik először. Első említésekor vámszedőhely volt, jövedelmének felét ekkor adta a király a garamszentbenedeki apátnak. 1237-ben „Geznacha”, 1456-ban „Goznicze”, 1503-ban „Goznycza” néven szerepel az írott forrásokban. Kezdetben a barsi váruradalom része, majd 1391-től a revistyei uradalomhoz tartozott. A 17. század végétől a bányakamara tulajdona. A török támadásokban többször szenvedett súlyos károkat a falu. 1534-ben 10 portáig adózott. 1601-ben 45 ház állt a településen. 1720-ban kocsma, malom és 28 adózó háztartás volt itt. 1828-ban 53 házában 356 lakos élt, aki főként mezőgazdasággal, napszámos munkákkal foglalkoztak. A 19. század végén sokan foglalkoztak vászonszövéssel.
Vályi András szerint „VOZINCZA. Tót falu Bars Várm. földes Ura Selmetzi B. Kamara, lakosai katolikusok, fekszik Zsarnóhoz nem meszsze, és annak filiája; földgye jó, réttye elég, legelője, fája, makkja van, piatza Selmetzen.”
Fényes Elek szerint „Voznicza, Bars m. tót f. a Garan mellett, 355 kath., 1 evang. lak. Földjei jó rozsot termenek; rétje, legelője, erdeje elég. F. u. a kamara. Ut. p. Selmecz.”
A trianoni békeszerződésig Bars vármegye Garamszentkereszti járásához tartozott.

## Népessége
| Év:            | 1994. | 2004.   | 2014.   | 2024.   |
| -------------- | ----- | ------- | ------- | ------- |
| Emberek száma: | 620   | 653     | 650     | 640     |
| Eltérés:       |       | +5,32 % | -0,45 % | -1,53 % |

| Év:            | 2023. | 2024. |
| -------------- | ----- | ----- |
| Emberek száma: | 640   | 640   |
| Eltérés:       |       | +0 %  |

1910-ben 613-an, túlnyomórészt szlovákok lakták.
2001-ben 637 lakosából 635 szlovák volt.
2011-ben 678 lakosából 660 szlovák.

## Nevezetességei
- Itt található Szlovákia leghosszabb bányaműve, a II. József tárna, melyet 1782-ben kezdtek építeni és 1878-ra érte el mai teljes hosszát.
- Római katolikus temploma 1842-ben épült neoklasszicista stílusban, a 18. században épített régebbi templom helyén.

## Külső hivatkozások
- Hivatalos oldal
- Garamrév Szlovákia térképén
- E-obce.sk